# Diplotaxis magna
Diplotaxis magna är en skalbaggsart som beskrevs av Bates 1888. Diplotaxis magna ingår i släktet Diplotaxis och familjen Melolonthidae. Inga underarter finns listade i Catalogue of Life.